# Irena Jarocka

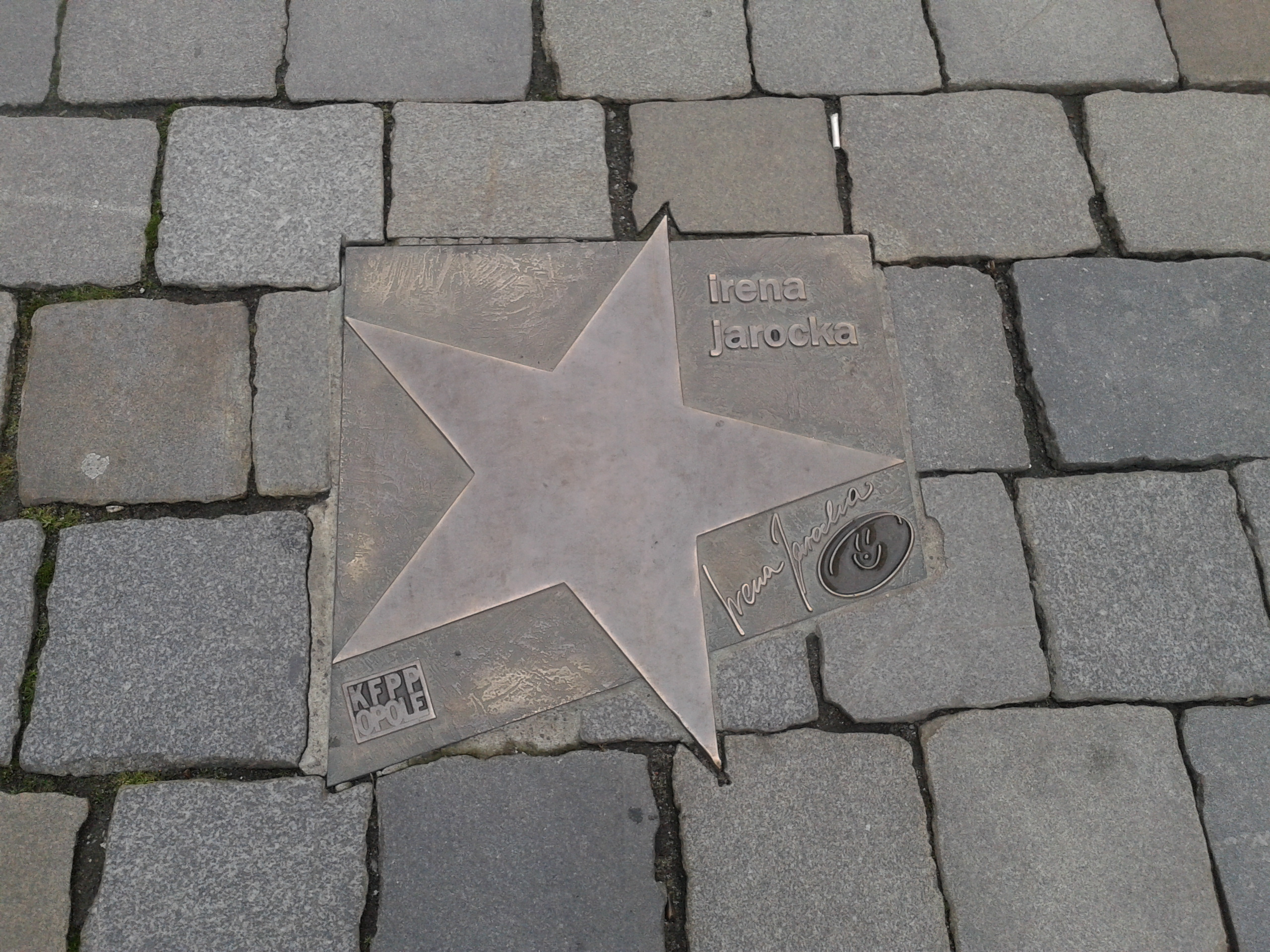
Gwiazda Ireny Jarockiej w Opolu

Irena Wanda Jarocka (ur. 18 sierpnia 1946 w Srebrnej Górze, zm. 21 stycznia 2012 w Warszawie) – polska piosenkarka i aktorka.
Koncertowała w kraju i za granicą: w Niemczech Zachodnich, Niemczech Wschodnich, Czechosłowacji, Bułgarii, Szwajcarii, Włoszech, Francji, Portugalii, Luksemburgu  i Austrii oraz w ośrodkach polonijnych w Stanach Zjednoczonych i Kanadzie.

## Życiorys

### Rodzina, edukacja i początki kariery
Jej rodzicami byli Henryk (1921–2000) i Halina z domu Szmuchrowska (1923–1984). Pochodziła z ubogiej rodziny; jej ojciec był szewcem ortopedą i pracował w szpitalu wojewódzkim w Gdańsku, a matka zajmowała się domem. Ojciec miał problem alkoholowy, matka chorowała na łuszczycę. Miała trzech młodszych braci: Henryka, Tadeusza i Waldemara.
Urodziła się w Srebrnej Górze, ale dorastała w Gdańsku, gdzie ukończyła V Liceum Ogólnokształcące im. Stefana Żeromskiego i Studium Nauczycielskie Wychowania Fizycznego i Biologii. Po ukończeniu studium nauczycielskiego przez krótki czas uczyła w szkole. Studiowała na Wydziale Wychowania Muzycznego Państwowej Wyższej Szkoły Muzycznej w Gdańsku. Śpiewu uczyła się u prof. Haliny Mickiewiczówny.

### Kariera zawodowa

#### Lata 1960–1968
W 1960 zaczęła śpiewać w chórze kościelnym przy katedrze oliwskiej. Dwa lata później zaczęła udzielać się w przykatedralnym Amatorskim Teatrze Dramatycznym. Jesienią 1964 rozpoczęła naukę śpiewu i gry aktorskiej w klasie Jacka Ujazdowskiego w Gdańskim Studiu Piosenki Polskiego Radia i Telewizji. W tym czasie nagrała swoje pierwsze piosenki, w tym „Gdański most” i „Wróć”.
W 1965 zadebiutowała na estradzie koncertem w klubie „Rudy Kot” w Gdańsku, w którym uczestniczyła także w roli modelki podczas pokazów mody. Przez dwa lata śpiewała w Zespole Estradowym Marynarki Wojennej „Flotylla” i koncertowała z zespołem Gdańskiego Studia Piosenki. W 1966 zajęła drugie miejsce na Festiwalu Piosenki Polskiej Wykonawców Amatorów w Rybniku. Uczestniczyła też w wielu innych konkursach piosenkarskich, m.in. w konkursie „Mikrofon dla wszystkich”. Poza tym nagrała dwie piosenki autorstwa Mateusza Święcickiego: „Romeo i Julia XX wieku” i „Ciebie przecież wybrałam” oraz zagrała telewizyjny recital. Wystąpiła z „Piosenką o piosence francuskiej” w rejestrowanym przez telewizję koncercie PAGART-u, a także wystartowała z utworem „Sosno” w 3. Krajowym Festiwalu Piosenki Polskiej w Opolu i towarzyszyła Alibabkom podczas występu w programie Telewizji Polskiej Reminiscencje festiwalowe. W 1967 wystartowała z utworem „Szumi wiatr” w koncercie „Premier” na 5. KFPP w Opolu.
W 1968 z utworem „Gondolierzy znad Wisły” wzięła udział w finale 8. Międzynarodowego Festiwalu Piosenki w Sopocie, zdobyła wyróżnienie za interpretację na 6. KFPP w Opolu i zajęła drugie miejsce w Telewizyjnej Giełdzie Piosenki. Dzięki współpracy z Biurem Estrady PAGART-u zaczęła także koncertować za granicą, m.in. odbyła miesięczną trasę po Stanach Zjednoczonych i, jako członkini zespołu wokalnego Polanie, odbyła czteromiesięczną trasę koncertową po ZSRR z programem artystycznym „Priwiet iz Warszawy!”.

#### Lata 1969–1981
W latach 1969–1972 przebywała na stypendium w Paryżu, gdzie na początku śpiewała w zespole radzieckiego kabaretu Chez Raspoutine, a z czasem zaczęła grać solowe koncerty. W trakcie pobytu we Francji doskonaliła umiejętności wokalne i sceniczne, m.in. występując w Petit Conservatoire de la Chanson przy paryskiej Olympii oraz regularnie trenując taniec i gimnastykę artystyczną. Podpisała kontrakt na wyłączność z Gilbertem Chemounym, dla którego nagrała kilka piosenek; po latach opisała umowę jako niekorzystną, a współpracę z producentem jako nieudaną. Nagrała także dwa albumy studyjne dla francuskiej wytwórni Philips, a jeden z nich promowała piosenką „Il faut y croire”. Za wykonanie piosenki „Et ce sera moi” (pol. Niech to będę ja) zdobyła nagrodę Srebrnego Gronostaja, nagrodę Miasta Rennes i nagrodę za interpretację na Międzynarodowym Festiwalu w Rennes. Zwyciężyła także w telewizyjnym konkursie dla młodych talentów Deuxieme chance. Odrzuciła propozycję podpisania dwuletniego kontraktu na występowanie w komedii muzycznej Chatelet.
W grudniu 1972 wróciła do Polski, gdzie w 1973 zrealizowała program telewizyjny Irena Jarocka zaprasza, który zebrał 106 recenzje. Następnie wyruszyła w ogólnopolską trasę koncertową o tym samym tytule, w której towarzyszył jej zespół wokalno-instrumentalny Sezam. Również w 1973 za wykonanie „Ballady o żołnierzu, któremu udało się powrócić” otrzymała nagrodę na Festiwalu Piosenki Żołnierskiej w Kołobrzegu, poza tym wystąpiła jako gość muzyczny podczas 13. Międzynarodowego Festiwalu Piosenki w Sopocie, a nagrany przez nią utwór „Śpiewam pod gołym niebem” zwyciężył w plebiscycie „Warszawska piosenka roku 1973” Warszawsko-Mazowieckiego Ośrodka Radiowo-Telewizyjnego.
W 1974 nawiązała współpracę z kompozytorem i producentem Wojciechem Trzcińskim, z którym rozpoczęła pracę nad nowym materiałem muzycznym. W tym samym roku wydała swój debiutancki album studyjny pt. W cieniu dobrego drzewa, za którego sprzedaż w 600 tys. egzemplarzy odebrała w 1975 certyfikat złotej płyty. Płytę promowała przebojami: „Nie wrócą te lata” i „Motylem jestem” oraz „Wymyśliłam cię”, za którego wykonanie otrzymała nagrodę publiczności na 14. MFP w Sopocie. Również w 1974 wzięła udział w 1. Polskich Targach Estradowych w Łodzi i wystąpiła z piosenką „Śpiewam pod gołym niebem” na Festiwalu „Bratysławska Lira”. W tym samym roku wyjechała do RFN, gdzie podpisała trzyletni kontrakt z wydawnictwem Roba-Musicproduktion, dla którego wydała (pod pseudonimem Irena Jarova) dwie płyty winylowe: pierwsza zawierała piosenki „Junge Liebe” i „Warum Weit der Wind”, a druga – piosenki „Sag ihm, daß ich ihm liebe” i „Auf dem Bahnsteig Nr. 8”. Z czasem zerwała kontrakt z wytwórnią i wróciła do Polski, ponieważ nie chciała na stałe przeprowadzić się do RFN-u. W 1975 wystąpiła na Festiwalu Piosenki Radzieckiej w Zielonej Górze i zaśpiewała w Pradze podczas koncertu z okazji 30-lecia PRL. Zagrała także kilka recitali w Polsce.
Zagrała piosenkarkę Irenę Orską w filmie Jerzego Gruzy Motylem jestem, czyli romans 40-latka (1976), w którym zaśpiewała także kilka piosenek, m.in. utwór „Motylem jestem”. Również w 1976 zagrała serię koncertów w Teatrze Letnim w Sopocie oraz wystąpiła na 14. KFPP w Opolu i 10. Festiwalu Piosenki Żołnierskiej w Kołobrzegu. Reprezentując Polskę z utworem „Odpływają kawiarenki” (wykonanym w języku francuskim – „Le Petit Café”), zdobyła wyróżnienie na Międzynarodowym Festiwalu Piosenki Yamaha Pop Song Festival w Tokio. Po koncercie z okazji 25-lecia Polskich Nagrań uległa w Warszawie poważnemu wypadkowi samochodowemu, który wymusił na niej kilkumiesięczną przerwę w działalności muzycznej. Operował ją Zbigniew Religa.
W 1976 i 1977 odbyła trasy koncertowe po Polsce i Czechosłowacji z Haną Zagorovą i orkiestrą Karla Vágnera, poza tym uczestniczyła w programie Pragakoncertu i nagrała czechosłowacki recital. W 1977 dała kilkanaście solowych recitali w Polsce i wystąpiła w koncercie telewizyjnym „Dobry wieczór Warszawie” w stołecznym Teatrze Wielkim, a także ponownie udzieliła się na niemieckim rynki, biorąc udział w nagraniu programu Ein Kessel Buntes i wydając niemieckojęzyczny album pt. Morgenrot. W 1978 wystąpiła z utworem „Mój słodki Charlie” podczas 2. Międzynarodowego Festiwalu Interwizji w Sopocie, a także wzięła udział w Festiwalu „Dečinska Kotva” w Czechosłowacji. W tym samym roku wydała album pt. Być narzeczoną twą, za którego sprzedaż otrzymała certyfikat złotej płyty. Na początku lat 80. zaczęła eksperymentować z pop-rockowym repertuarem, nawiązując współpracę z zespołami: Budka Suflera (z którym nagrała piosenki „To za mało” i „Nie odchodź jeszcze”) i Exodus (razem nagrali utwory „Jednodniowe obietnice” i „Ześlij mi”). W 1981 zagrała kilka recitali w Polsce i wydała single „Gimmie Some Lovin’” i „Mam temat”, które stały się przebojami.

#### Po 1982

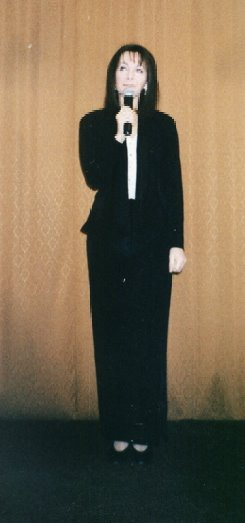
Jarocka w latach 2000.

Kilka miesięcy po urodzeniu córki w 1982 wróciła do działalności artystycznej: zrealizowała program telewizyjny Zwariowany dzień, zagrała koncerty w Polsce, USA (m.in. dała serię występów w klubie „Scorpios” w New Jersey), ZSRR, Czechosłowacji, Niemczech i Austrii oraz wystąpiła jako gość muzyczny w programie telewizyjnym Nahorny + 1. W kolejnych latach koncertowała m.in. po Nowym Jorku, New Britain i Chicago. W 1987 wydała album studyjny, zatytułowany po prostu Irena Jarocka. W 1989 dała w Polsce kilka recitali z programem Niepisane listy Ireny. W 1990 wystąpiła w koncercie galowym Festiwalu Piosenki Radzieckiej w Zielonej Górze i w sylwestrowym programie Telewizji Polskiej.
W 1990 zamieszkała z córką w Mount Morris w Pensylwanii, gdzie dołączyła do męża, Michała Sobolewskiego, który od 1989 pracował jako informatyk w Stanach Zjednoczonych. Przez pierwsze pół roku pobytu w USA nie grała koncertów. Z tęsknoty za ojczyzną popadła w depresję. Z czasem wróciła do koncertowania po polonijnych klubach, m.in. „Cricket” w New Jersey i w klubie w Morgantown. Wystąpiła także m.in. na pikniku zorganizowanym przez „Polski Express” dla amerykańskiej Polonii. W 1992 wydała album pt. My French Favourites z francuskimi szlagierami w jej jazzowej interpretacji, które nagrała już pod koniec 1989. Po premierze płyty zagrała telewizyjny koncert realizowany w Warszawie przez TVP. Mieszkając w USA, zaangażowała się w działania Międzynarodowego Klubu Kobiet w Morgantown, z którym współtworzyła książkę Kuchnie z całego świata. Kilkukrotnie wystąpiła także w koncertach charytatywnych organizowanych w ambasadzie Polski w Waszyngtonie przez Fundację na rzecz Walki z Rakiem Piersi. W 1997 zaangażowała się w działalność Fundacji „Echo International”, czego efektem były dwie konferencje w Gdyni promujące zdrowie kobiety. W 1999 uzyskała obywatelstwo amerykańskie. W 2000 zagrała kobietę-szpiega w sztuce Sławomira Mrożka Piękny widok (reż. Sylvia Daneel) w Teatrze Polskim w Waszyngtonie.
W październiku 2001 wydała album pt. Mój wielki sen, a w ramach promocji płyty wyruszyła w kolejną trasę koncertową po Polsce. W 2003 była muzyczną gwiazdą festiwalu w Syracuse i założyła fundację „Poland-USA Promotion”. W maju i czerwcu 2004 odbyła letnią trasę obejmującą 32 koncerty w Polsce. W listopadzie 2004 uczestniczyła w uroczystościach z okazji 40-lecia Gdańskiego Studia Piosenki. W 2005 była jurorką na Festiwalu Piosenki im. Anny Jantar we Wrześni. W 2006 współtworzyła z Czesławą Bauer Discover Poland Festival w Kalifornii.

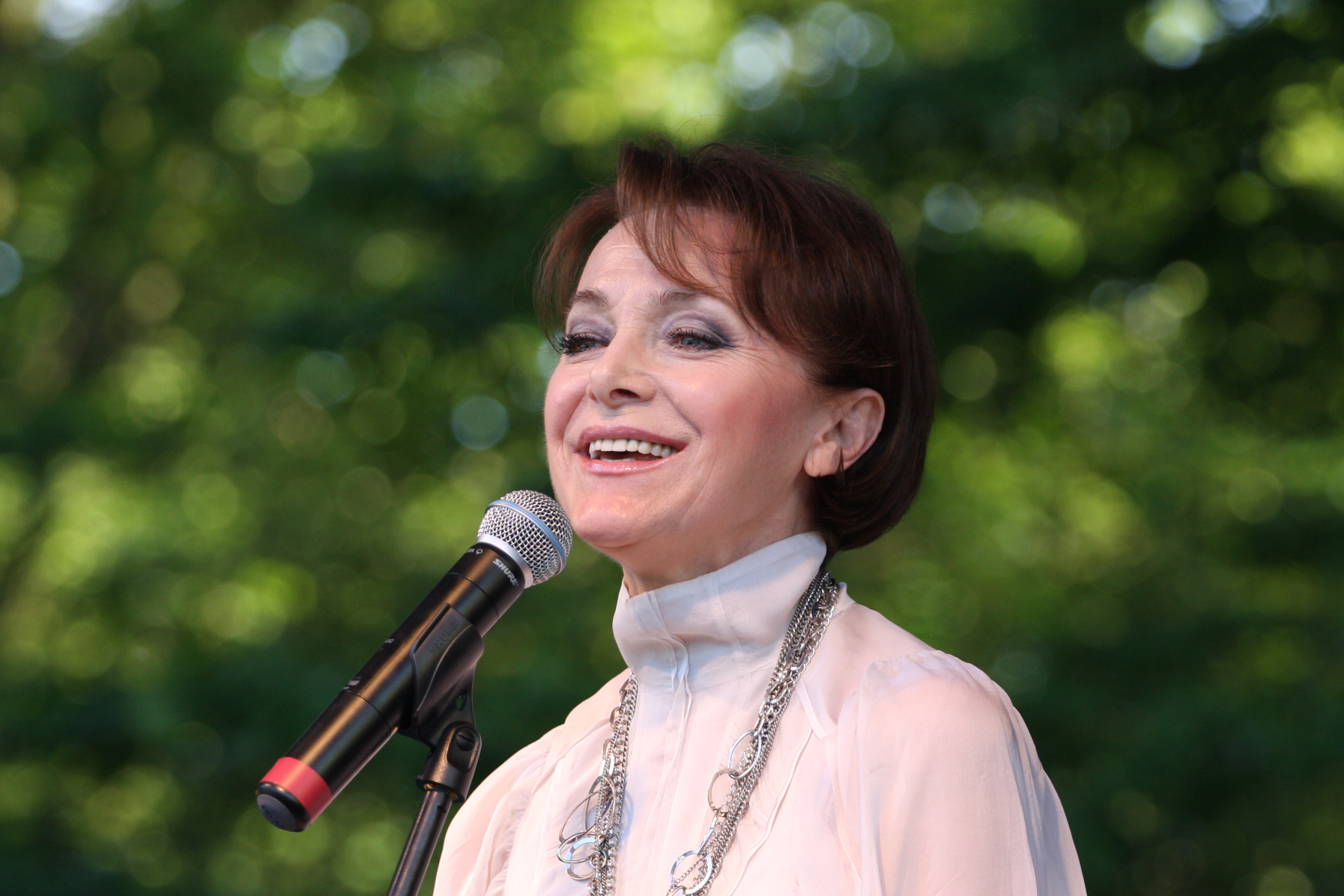
Jarocka (2010)

W 2007 rozpoczęła trasę koncertową po Polsce i opublikowała autobiografię pt. Motylem jestem, czyli piosenka o mnie samej, którą promowała podczas spotkań autorskich po kraju. W 2008 wydała płytę pt. Małe rzeczy. W 2009 dała kolejną serię recitali w Polsce, a także wystąpiła w koncercie jubileuszowym 100-lecia Opery Leśnej podczas festiwalu TOPtrendy 2009 w Sopocie. W 2010 wspólnie z Michaelem Boltonem nagrała piosenkę „Break Free”, a także wydała album pt. Ponieważ znów są święta z kolęgami i pastorałkami, w tym „Pastorałką braterską”, którą napisal dla niej Janusz Piątkowski. Mimo choroby pozostawała aktywna zawodowo i wciąż koncertowała, m.in. wystąpiła 29 marca 2010 w koncercie „Diwy polskiej estrady” w Sali Kongresowej w Warszawie, a ostatni koncert dała 14 sierpnia 2011 na X Jubileuszowym Festynie Parafialnym w Szczepankach.

## Życie prywatne
W 1972 wyszła za kompozytora Mariana Zacharewicza, który był jej menedżerem. Rozstali się w 1977. W 1989 poślubiła informatyka Michała Sobolewskiego, z którym miała córkę, Monikę (ur. 1982).

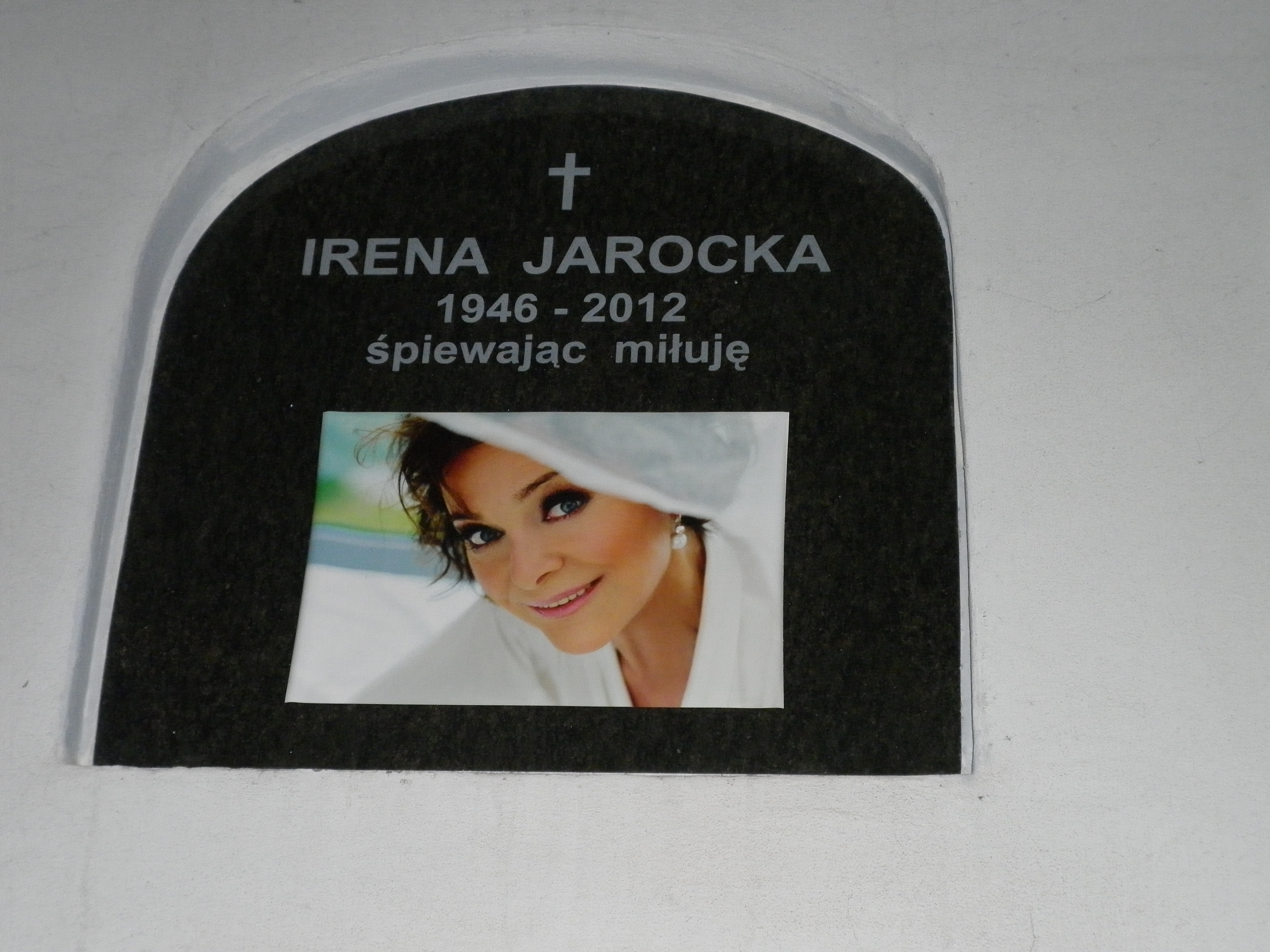
Grób Ireny Jarockiej w katakumbach Starych Powązek

Chorowała na glejaka. 18 sierpnia 2011 przeszła operację mózgu, zmarła 21 stycznia 2012  w jednym z warszawskich szpitali. Pogrzeb odbył się 27 stycznia 2012 w kościele św. Karola Boromeusza na Powązkach. Pochowana została w katakumbach na warszawskich Powązkach.
20 października 2021 w Gdańsku-Oliwie, na skwerze imienia artystki u zbiegu ulic Żeromskiego i Grottgera, odsłonięto pomnik artystki autorstwa Macieja Jagodzińskiego-Jagenmeera.

## Nagrody i odznaczenia
- 1968 – I miejsce w Telewizyjnej Giełdzie Piosenki (za piosenkę: „Gondolierzy znad Wisły”)
- 1971 – Nagroda Srebrny Gronostaj na festiwalu w Rennes (za interpretację muzyczną)
- 1973 – Nagroda Srebrny Pierścień na FPŻ w Kołobrzegu (za piosenkę: „Ballada o żołnierzu, któremu udało się powrócić”)
- 1974 – Nagroda Publiczności na Międzynarodowym Festiwalu Piosenki w Sopocie
- 1975 – Nagroda Srebrny Gwóźdź Sezonu 1974 przyznawany przez redakcję „Kuriera Polskiego”
- 1975 – II nagroda na Coupe d’Europe Musicale w Villach (Austria)
- 1976 – Nagroda Srebrny Gwóźdź Sezonu 1975 przyznawany przez redakcję „Kuriera Polskiego”
- 1976 – Wyróżnienia na festiwalu Yamaha Pop Song Festival ’75 w Tokio (za piosenkę „Le Petit Café”
- 1977 – Nagroda Srebrny Gwóźdź Sezonu 1976 przyznawany przez redakcję „Kuriera Polskiego”
- 1978 – Wyróżnienia na Festiwalu w Palma de Mallorca (za piosenkę: „Wymyśliłam cię”)
- 1978 – II nagroda na festiwalu w Dreźnie (NRD) (za piosenkę: „Mój słodki Charlie”)
- 1978 – Wyróżnienia na festiwalu w Limassol (Cypr)
- 1979 – Nagroda Srebrny Gwóźdź Sezonu 1978 przyznawany przez redakcję „Kuriera Polskiego”

## Dyskografia

### Albumy studyjne
- 1974 – W cieniu dobrego drzewa, reedycja 2001
- 1976 – Gondolierzy znad Wisły, reedycja 2001
- 1977 – Wigilijne życzenie, reedycja 2001
- 1977 – Koncert
- 1978 – Być narzeczoną twą, reedycja 2001
- 1981 – Irena Jarocka
- 1987 – Irena Jarocka
- 1992 – My French Favorites
- 2001 – Mój wielki sen
- 2004 – Kolędy bez granic
- 2008 – Małe rzeczy
- 2010 – Ponieważ znów są święta
- 2012 – Piosenki francuskie

### Single
- 1969 – Il faut y croire/Tu me reviendras
- 1970 – Tant que la barque va/Et ce sera moi
- 1974 – Śpiewam pod gołym niebem/Wymyśliłam cię/Nie wrócą te lata/W cieniu dobrego drzewa/Ty i ja – wczoraj dziś
- 1975 – Junge Liebe/Warum weint der Wind
- 1975 – Kocha się raz/Zawsze pójdę z tobą
- 1976 – Sag ihm, das ich ihn liebe/Auf dem Bahnsteig Nr. 8
- 1976 – Odpływają kawiarenki/Przeczucie
- 1976 – Sto lat czekam na twój list/By coś zostało z tych dni
- 1977 – Morgenrot/Unser Zelt aus Stroh
- 1978 – Garść piasku/Chyba się warto o mnie bić
- 1978 – Niech tańczą nasze serca/Mój słodki Charlie
- 1978 – Nie wiadomo, który dzień/Wszystko dam
- 1978 – Być narzeczoną twą/Przeoczone, zawinione
- 1978 – Nadzieja/Był ktoś
- 1979 – Piosenka spod welonu/Mon Harley Davidson/Plaisir d’amour/Aranjuez mon amour
- 1980 – To za mało/Nie odchodź jeszcze
- 1981 – Tańczy niedziela/Gimmie Some Lovin'
- 1981 – Mam temat na życie/Bliski sercu dzień
- 1987 – Beatelmania story[97]
- 2001 – Magia księżyca/Dance Remix: Motylem jestem, Kawiarenki, Nie wrócą te lata
- 2002 – Na krakowską nutę – duet z zespołem Wawele
- 2008 – Małe rzeczy
- 2009 – No to co
- 2010 – Break Free – duet z Michaelem Boltonem
- 2010 – Ponieważ znów są święta

### Składanki
- 1995 – Wielkie przeboje
- 1995 – Kolekcja vol.1
- 1995 – Kolekcja vol.2
- 1998 – Odpływają kawiarenki – Złota kolekcja
- 2002 – Złote przeboje – Platynowa kolekcja
- 2003 – Motylem jestem
- 2006 – Moje złote przeboje – Platynowa kolekcja
- 2006 – Piosenki o miłości – Platynowa kolekcja
- 2010 – Największe przeboje 1 – nowe nagrania największych przebojów, cz. 1
- 2010 – Największe przeboje 2 – nowe nagrania największych przebojów, cz. 2
- 2011 – 40 piosenek Ireny Jarockiej

16 listopada 1998 w serii płytowej Złota kolekcja ukazała się płyta Odpływają kawiarenki z największymi przebojami Ireny Jarockiej, w której skład weszły 23 piosenki (m.in. „Gondolierzy znad Wisły”, „Wymyśliłam cię”).

## Filmografia
- 1974 – Ile jest życia (reż. Zbigniew Kuźmiński) – wykonanie piosenki
- 1976 – Motylem jestem czyli romans 40-latka (reż. Jerzy Gruza) – rola piosenkarki Ireny Orskiej oraz wykonanie piosenek
- 1996 – Bar „Atlantic” (reż. Janusz Majewski – wykonanie piosenki
- 2000 – Twarze i maski (reż. Feliks Falk) – wykonanie piosenki[98]